# Il padrone della festa
Il padrone della festa è il primo album in studio del supergruppo italiano Fabi Silvestri Gazzè, pubblicato il 16 settembre 2014 dalla Sony Music.

## Descrizione
L'idea del disco nasce dopo un viaggio in Sudan del Sud con i Medici con l'Africa Cuamm compiuto dai tre artisti insieme. Già negli anni novanta, comunque, i tre avevano stretto amicizia nella scena musicale romana avviando un'attività collaborativa dal vivo.

## Promozione
L'album è stato anticipato dalla pubblicazione del singolo Life Is Sweet, avvenuta il 25 aprile 2014. Il 22 agosto è stato pubblicato il secondo singolo L'amore non esiste, mentre il 14 novembre è stato pubblicato il terzo singolo Come mi pare e il 10 aprile 2015 Canzone di Anna.
Il tour promozionale dell'album è partito il 26 settembre a Colonia (Germania), per poi svolgersi tra Francia, Regno Unito, Belgio, Paesi Bassi, Lussemburgo e Spagna. Nel mese di novembre il tour si è svolto anche in Italia e si è concluso il 30 luglio 2015 alla manifestazione Rock in Roma.
Il 28 aprile 2015 viene pubblicato Il padrone della festa - Live, album dal vivo costituito da due CD che racchiudono il concerto tenuto al Palapartenope di Napoli il 28 novembre 2014 e da un DVD registrato durante il concerto del 19 novembre 2014 al PalaLottomatica di Roma ed altri contenuti extra. Nell'album è presente inoltre una nuova versione di Canzone di Anna cantata dai tre artisti.

## Tracce
Testi e musiche di Niccolò Fabi, Daniele Silvestri e Max Gazzè, eccetto dove indicato.
1. Alzo le mani – 3:58
2. Life Is Sweet – 5:00
3. L'amore non esiste – 5:08
4. Canzone di Anna – 5:17 (Niccolò Fabi)
5. Arsenico – 2:50 (Francesco Gazzè, Max Gazzè)
6. Spigolo tondo – 3:39
7. Come mi pare – 4:02
8. Giovanni sulla terra – 3:38 (Niccolò Fabi)
9. Il Dio delle piccole cose – 3:39 (testo: Gae Capitano, Francesco Gazzè – musica: Max Gazzè, Francesco Gazzè)
10. L'avversario – 4:47
11. Zona Cesarini – 1:44 (Daniele Silvestri)
12. Il padrone della festa – 5:51 (testo: Daniele Silvestri, Niccolò Fabi)

## Formazione
- Niccolò Fabi – voce, chitarra acustica, chitarra elettrica, pianoforte, percussioni, cori
- Daniele Silvestri – voce, chitarra acustica, chitarra classica, chitarra baritona, basso, pianoforte, organo Hammond, Fender Rhodes, wurlitzer, sintetizzatore, percussioni, cori
- Max Gazzè – voce, basso, chitarra acustica, batteria, dulcimer, cori
- Adriano Viterbini – chitarra elettrica, chitarra acustica, slide guitar
- Roberto Angelini – slide guitar
- Fabio Rondanini – batteria, grancassa, programmazione
- Piero Monterisi  – batteria
- Josè Ramon Caraballo – percussioni, tromba
- Paolo Fresu – tromba
- Fernando Brusco – tromba
- Massimo Dedo – trombone
- Pierpaolo D'Aprile – trombone
- Simone Salza – clarinetto
- Pippo Parrino – tuba
- Clemente Ferrari – archi
- Luca Pincini – violoncello

## Classifiche
| Classifica (2014) | Posizione massima |
| ----------------- | ----------------- |
| Italia            | 1                 |